# Лемго
Лемго (њем. Lemgo) град је у њемачкој савезној држави Северна Рајна-Вестфалија. Једно је од 16 општинских средишта округа Липе. Према процјени из 2010. у граду је живјело 41.811 становника. Посједује регионалну шифру (AGS) 5766044, NUTS (DEA45) и LOCODE (DE LEM) код.

## Географски и демографски подаци
Лемго се налази у савезној држави Северна Рајна-Вестфалија у округу Липе. Град се налази на надморској висини од 100 метара. Површина општине износи 100,9 km². У самом граду је, према процјени из 2010. године, живјело 41.811 становника. Просјечна густина становништва износи 415 становника/km².

## Међународна сарадња
| Мјесто  | Држава               | Врста сарадње | Од    |
| ------- | -------------------- | ------------- | ----- |
| Беверли | Уједињено Краљевство | партнерство   | 1979. |
|         | Француска            | партнерство   | 1979. |
| Извор   |                      |               |       |